# Hardwaredriver
 For alternative betydninger, se Driver.
En driver er et computerprogram der gør det muligt for en computers styresystem at kommunikere med forskellige former for hardware.
Idéen med en driver er at hardwareproducenten kan nøjes med at lave én type hardware, men få den til at virke på forskellige styresystemer.
Driveren fungerer ved at tillade at OEM'er (Original Equipment Manufacturers – altså de der laver hardware) kan sikre sig at deres produkter, f.eks. en printer, kan "tale" med det styresystem, som er installeret på computeren. På den måde kan en OEM f.eks. udvikle en driver til Windows og en anden til GNU/Linux. Der findes dog flest drivere til Windows, og indimellem laver kommercielle firmaer ikke drivere til andre styresystemer end Windows, men avancerede brugere af bl.a. GNU/Linux kan udvikle deres egne drivere og dele dem med andre brugere.
Man bør typisk opdatere sine drivere, da der undertiden kommer væsentlige opdateringer, der kan få hardwaren til at fungere bedre. Særligt drivere til moderne grafikkort skal opdateres ofte (såsom NVIDIA og ATI). Ved at opdatere driveren kan man sikre, at grafikkortet og styresystemet kommunikerer så effektivt som muligt, hvilket i nogle tilfælde kan forbedre den grafiske kvalitet.